# Clasificación por puntos en el Tour de Francia
La clasificación por puntos al Tour de Francia fue instaurada el 1953, siendo una de las clasificaciones secundarias del Tour de Francia. Es una clasificación que no tiene en cuenta el tiempo, sino el lugar de llegada a meta.

## Historia
Después de los escándalos acontecidos durante el Tour de Francia de 1904, se cambiaron las normas en 1905: el vencedor final no se determinaba en función del tiempo, sino por un sistema de puntos. Los ciclistas recibían puntos en función a su clasificación en la etapa, y el que conseguía menos era el líder de la carrera. En 1912 se volvió al sistema de contabilizar el tiempo, todavía vigente en la actualidad.
En 1953, coincidiendo con el cincuenta aniversario del Tour de Francia, la clasificación por puntos se volvió a introducir, pero esta vez como una clasificación secundaria. El líder de esta clasificación recibía un maillot distintivo, del mismo modo como pasa con el líder de la general, en esta ocasión, un maillot verde. Se escogió el color verde porque el patrocinador era una marca de cortacéspedes.
El 1968 el maillot distintivo fue excepcionalmente rojo para complacer a los patrocinadores.

## Situación actual
En la actualidad la clasificación por puntos se calcula sumando los puntos obtenidos en la etapa y restando puntos de penalización. Los puntos son otorgados a los ciclistas en función del lugar en que cruzan la línea de meta o la línea del esprint intermedio, así como a los ciclistas con el mejor tiempo en la o las pruebas de contrarreloj individual.

Desde el 2019 se utiliza el esquema siguiente:
|                        |                        | 1.º | 2.º | 3.º | 4.º | 5.º | 6.º | 7.º | 8.º | 9.º | 10.º | 11.º | 12.º | 13.º | 14.º | 15.º |
| ---------------------- | ---------------------- | --- | --- | --- | --- | --- | --- | --- | --- | --- | ---- | ---- | ---- | ---- | ---- | ---- |
| Etapa llana            | Etapa llana            | 50  | 30  | 20  | 18  | 16  | 14  | 12  | 10  | 8   | 7    | 6    | 5    | 4    | 3    | 2    |
| Etapa de media montaña | Etapa de media montaña | 30  | 25  | 22  | 19  | 17  | 15  | 13  | 11  | 9   | 7    | 6    | 5    | 4    | 3    | 2    |
| Etapa de alta montaña  | Etapa de alta montaña  | 20  | 17  | 15  | 13  | 11  | 10  | 9   | 8   | 7   | 6    | 5    | 4    | 3    | 2    | 1    |
| Contrarreloj           | Contrarreloj           | 20  | 17  | 15  | 13  | 11  | 10  | 9   | 8   | 7   | 6    | 5    | 4    | 3    | 2    | 1    |
|                        | Esprint intermedio     | 20  | 17  | 15  | 13  | 11  | 10  | 9   | 8   | 7   | 6    | 5    | 4    | 3    | 2    | 1    |

Del 2011 al 2018, se utilizó el esquema siguiente:
|                        |                        | 1.º | 2.º | 3.º | 4.º | 5.º | 6.º | 7.º | 8.º | 9.º | 10.º | 11.º | 12.º | 13.º | 14.º | 15.º |
| ---------------------- | ---------------------- | --- | --- | --- | --- | --- | --- | --- | --- | --- | ---- | ---- | ---- | ---- | ---- | ---- |
| Etapa llana            | Etapa llana            | 45  | 35  | 30  | 26  | 22  | 20  | 18  | 16  | 14  | 12   | 10   | 8    | 6    | 4    | 2    |
| Etapa de media montaña | Etapa de media montaña | 30  | 25  | 22  | 19  | 17  | 15  | 13  | 11  | 9   | 7    | 6    | 5    | 4    | 3    | 2    |
| Etapa de alta montaña  | Etapa de alta montaña  | 20  | 17  | 15  | 13  | 11  | 10  | 9   | 8   | 7   | 6    | 5    | 4    | 3    | 2    | 1    |
| Contrarreloj           | Contrarreloj           | 20  | 17  | 15  | 13  | 11  | 10  | 9   | 8   | 7   | 6    | 5    | 4    | 3    | 2    | 1    |
|                        | Esprint intermedio     | 20  | 17  | 15  | 13  | 11  | 10  | 9   | 8   | 7   | 6    | 5    | 4    | 3    | 2    | 1    |

Hasta el 2010 los puntos eran otorgados según este esquema:
|                        |                        | 1.º | 2.º | 3.º | 4.º | 5.º | 6.º | 7.º | 8.º | 9.º | 10.º | 11.º | 12.º | 13.º | 14.º | 15.º | 16.º | 17.º | 18.º | 19.º | 20.º | 21.º | 22.º | 23.º | 24.º | 25.º |
| ---------------------- | ---------------------- | --- | --- | --- | --- | --- | --- | --- | --- | --- | ---- | ---- | ---- | ---- | ---- | ---- | ---- | ---- | ---- | ---- | ---- | ---- | ---- | ---- | ---- | ---- |
| Etapa llana            | Etapa llana            | 35  | 30  | 26  | 24  | 22  | 20  | 19  | 18  | 17  | 16   | 15   | 14   | 13   | 12   | 11   | 10   | 9    | 8    | 7    | 6    | 5    | 4    | 3    | 2    | 1    |
| Etapa de media montaña | Etapa de media montaña | 25  | 22  | 20  | 18  | 16  | 15  | 14  | 13  | 12  | 11   | 10   | 9    | 8    | 7    | 6    | 5    | 4    | 3    | 2    | 1    |      |      |      |      |      |
| Etapa de alta montaña  | Etapa de alta montaña  | 20  | 17  | 15  | 13  | 12  | 10  | 9   | 8   | 7   | 6    | 5    | 4    | 3    | 2    | 1    |      |      |      |      |      |      |      |      |      |      |
| Contrarreloj           | Contrarreloj           | 15  | 12  | 10  | 8   | 6   | 5   | 4   | 3   | 2   | 1    |      |      |      |      |      |      |      |      |      |      |      |      |      |      |      |
|                        | Esprint intermedio     | 6   | 4   | 2   |     |     |     |     |     |     |      |      |      |      |      |      |      |      |      |      |      |      |      |      |      |      |

## Palmarés
| Año  | Corredor                 | Equipo                           | Puntos | Otras clasificaciones                  |
| ---- | ------------------------ | -------------------------------- | ------ | -------------------------------------- |
| 1953 | Fritz Schär              | Suiza                            | 271    | -                                      |
| 1954 | Ferdi Kübler             | Suiza                            | 215,5  | -                                      |
| 1955 | Stan Ockers              | Bélgica                          | 322    | -                                      |
| 1956 | Stan Ockers              | Bélgica                          | 280    | -                                      |
| 1957 | Jean Forestier           | Francia                          | 301    | -                                      |
| 1958 | Jean Graczyk             | Francia                          | 347    | -                                      |
| 1959 | André Darrigade          | Francia                          | 613    | -                                      |
| 1960 | Jean Graczyk             | Francia                          | 74     | Combatividad                           |
| 1961 | André Darrigade          | Francia                          | 174    | -                                      |
| 1962 | Rudi Altig               | Saint-Raphaël-Helyett-Hutchinson | 173    | -                                      |
| 1963 | Rik Van Looy             | G.B.C.-Libertas                  | 275    | Combatividad                           |
| 1964 | Jan Janssen              | Pelforth-Sauvage-Lejeune         | 208    | -                                      |
| 1965 | Jan Janssen              | Pelforth-Sauvage-Lejeune         | 144    | -                                      |
| 1966 | Willy Planckaert         | Roméo-Smith's                    | 211    | -                                      |
| 1967 | Jan Janssen              | Holanda                          | 154    | -                                      |
| 1968 | Franco Bitossi           | Italia                           | 241    | Combinada                              |
| 1969 | Eddy Merckx              | Faema                            | 244    | General Montaña Combatividad Combinada |
| 1970 | Walter Godefroot         | Salvarani                        | 212    | Combinada                              |
| 1971 | Eddy Merckx              | Molteni                          | 202    | General Combinada                      |
| 1972 | Eddy Merckx              | Molteni                          | 196    | General Combinada                      |
| 1973 | Herman Van Springel      | Rokado-De Gribaldy               | 187    | -                                      |
| 1974 | Patrick Sercu            | Brooklyn                         | 283    | -                                      |
| 1975 | Rik Van Linden           | Bianchi-Campagnolo               | 342    | -                                      |
| 1976 | Freddy Maertens          | Velda-Flandria                   | 293    | -                                      |
| 1977 | Jacques Esclassan        | Peugeot-Esso-Michelin            | 236    | -                                      |
| 1978 | Freddy Maertens          | Velda-Lano-Flandria              | 242    | -                                      |
| 1979 | Bernard Hinault          | Renault-Gitane                   | 253    | General                                |
| 1980 | Rudy Pevenage            | IJsboerke-Warncke Eis            | 194    | Sprints intermedios                    |
| 1981 | Freddy Maertens          | Sunair-Sport                     | 428    | Sprints intermedios                    |
| 1982 | Sean Kelly               | Sem-France Loire                 | 429    | Sprints intermedios                    |
| 1983 | Sean Kelly               | Sem-France Loire                 | 360    | Sprints intermedios                    |
| 1984 | Frank Hoste              | Europ Decor-Boule d'Or           | 322    | -                                      |
| 1985 | Sean Kelly               | Skil-Sem                         | 434    | -                                      |
| 1986 | Eric Vanderaerden        | Panasonic                        | 277    | -                                      |
| 1987 | Jean-Paul van Poppel     | Superconfex-Yoko                 | 263    | -                                      |
| 1988 | Eddy Planckaert          | AD Renting                       | 278    | -                                      |
| 1989 | Sean Kelly               | PDM                              | 277    | Sprints intermedios                    |
| 1990 | Olaf Ludwig              | Panasonic                        | 256    | -                                      |
| 1991 | Djamolidine Abdoujaparov | Carrera Jeans                    | 316    | -                                      |
| 1992 | Laurent Jalabert         | ONCE                             | 293    | -                                      |
| 1993 | Djamolidine Abdoujaparov | Lampre-Polti                     | 298    | -                                      |
| 1994 | Djamolidine Abdoujaparov | Team Polti                       | 322    | -                                      |
| 1995 | Laurent Jalabert         | ONCE                             | 333    | -                                      |
| 1996 | Erik Zabel               | Deutsche Telekom                 | 335    | -                                      |
| 1997 | Erik Zabel               | Deutsche Telekom                 | 350    | -                                      |
| 1998 | Erik Zabel               | Deutsche Telekom                 | 327    | -                                      |
| 1999 | Erik Zabel               | Deutsche Telekom                 | 323    | -                                      |
| 2000 | Erik Zabel               | Deutsche Telekom                 | 321    | -                                      |
| 2001 | Erik Zabel               | Deutsche Telekom                 | 252    | -                                      |
| 2002 | Robbie McEwen            | Lotto-Adecco                     | 280    | -                                      |
| 2003 | Baden Cooke              | Française des Jeux               | 216    | -                                      |
| 2004 | Robbie McEwen            | Lotto-Domo                       | 272    | -                                      |
| 2005 | Thor Hushovd             | Crédit Agricole                  | 194    | -                                      |
| 2006 | Robbie McEwen            | Davitamon-Lotto                  | 288    | -                                      |
| 2007 | Tom Boonen               | Quick Step-Innergetic            | 256    | -                                      |
| 2008 | Óscar Freire             | Rabobank                         | 270    | -                                      |
| 2009 | Thor Hushovd             | Cervélo Test Team                | 255    | -                                      |
| 2010 | Alessandro Petacchi      | Lampre-Farnese Vini              | 243    | -                                      |
| 2011 | Mark Cavendish           | HTC-Highroad                     | 334    | -                                      |
| 2012 | Peter Sagan              | Liquigas-Cannondale              | 421    | -                                      |
| 2013 | Peter Sagan              | Cannondale Pro Cycling           | 409    | -                                      |
| 2014 | Peter Sagan              | Cannondale                       | 431    | -                                      |
| 2015 | Peter Sagan              | Tinkoff-Saxo                     | 432    | -                                      |
| 2016 | Peter Sagan              | Tinkoff                          | 470    | Combatividad                           |
| 2017 | Michael Matthews         | Team Sunweb                      | 370    | -                                      |
| 2018 | Peter Sagan              | Bora-Hansgrohe                   | 477    | -                                      |
| 2019 | Peter Sagan              | Bora-Hansgrohe                   | 316    | -                                      |
| 2020 | Sam Bennett              | Deceuninck-Quick Step            | 380    | -                                      |
| 2021 | Mark Cavendish           | Deceuninck-Quick Step            | 337    | -                                      |
| 2022 | Wout van Aert            | Jumbo-Visma                      | 480    | Combatividad                           |
| 2023 | Jasper Philipsen         | Alpecin-Deceuninck               | 377    | -                                      |
| 2024 | Biniam Girmay            | Intermarché-Wanty                | 387    | -                                      |
| 2025 | Jonathan Milan           | Lidl-Trek                        | 372    | -                                      |

## Estadísticas

### Ciclistas con más victorias
| Ciclista                 | Victorias | Años                                     |
| ------------------------ | --------- | ---------------------------------------- |
| Peter Sagan              | 7         | 2012, 2013, 2014, 2015, 2016, 2018, 2019 |
| Erik Zabel               | 6         | 1996, 1997, 1998, 1999, 2000, 2001       |
| Sean Kelly               | 4         | 1982, 1983, 1985, 1989                   |
| Robbie McEwen            | 3         | 2002, 2004, 2006                         |
| Djamolidine Abdoujaparov | 3         | 1991, 1993, 1994                         |
| Freddy Maertens          | 3         | 1976, 1978, 1981                         |
| Eddy Merckx              | 3         | 1969, 1971, 1972                         |
| Jan Janssen              | 3         | 1964, 1965, 1967                         |
| Thor Hushovd             | 2         | 2005, 2009                               |
| Laurent Jalabert         | 2         | 1992, 1995                               |
| André Darrigade          | 2         | 1959, 1961                               |
| Jean Graczyk             | 2         | 1958, 1960                               |
| Stan Ockers              | 2         | 1955, 1956                               |
| Mark Cavendish           | 2         | 2011, 2021                               |

### Palmarés por país
| País         | Victorias | Último vencedor                  |
| ------------ | --------- | -------------------------------- |
| Bélgica      | 21        | Jasper Philipsen en 2023         |
| Francia      | 9         | Laurent Jalabert en 1995         |
| Alemania     | 8         | Erik Zabel en 2001               |
| Eslovaquia   | 7         | Peter Sagan en 2019              |
| Australia    | 5         | Michael Matthews en 2017         |
| Irlanda      | 5         | Sam Bennett en 2020              |
| Países Bajos | 4         | Jean-Paul van Poppel en 1987     |
| Uzbekistán   | 3         | Djamolidine Abdoujaparov en 1994 |
| Italia       | 3         | Jonathan Milan en 2025           |
| Suiza        | 2         | Ferdi Kübler en 1954             |
| Noruega      | 2         | Thor Hushovd en 2009             |
| Reino Unido  | 2         | Mark Cavendish en 2021           |
| España       | 1         | Óscar Freire en 2008             |
| Eritrea      | 1         | Biniam Girmay en 2024            |

- En negrilla corredores activos.